# Squero

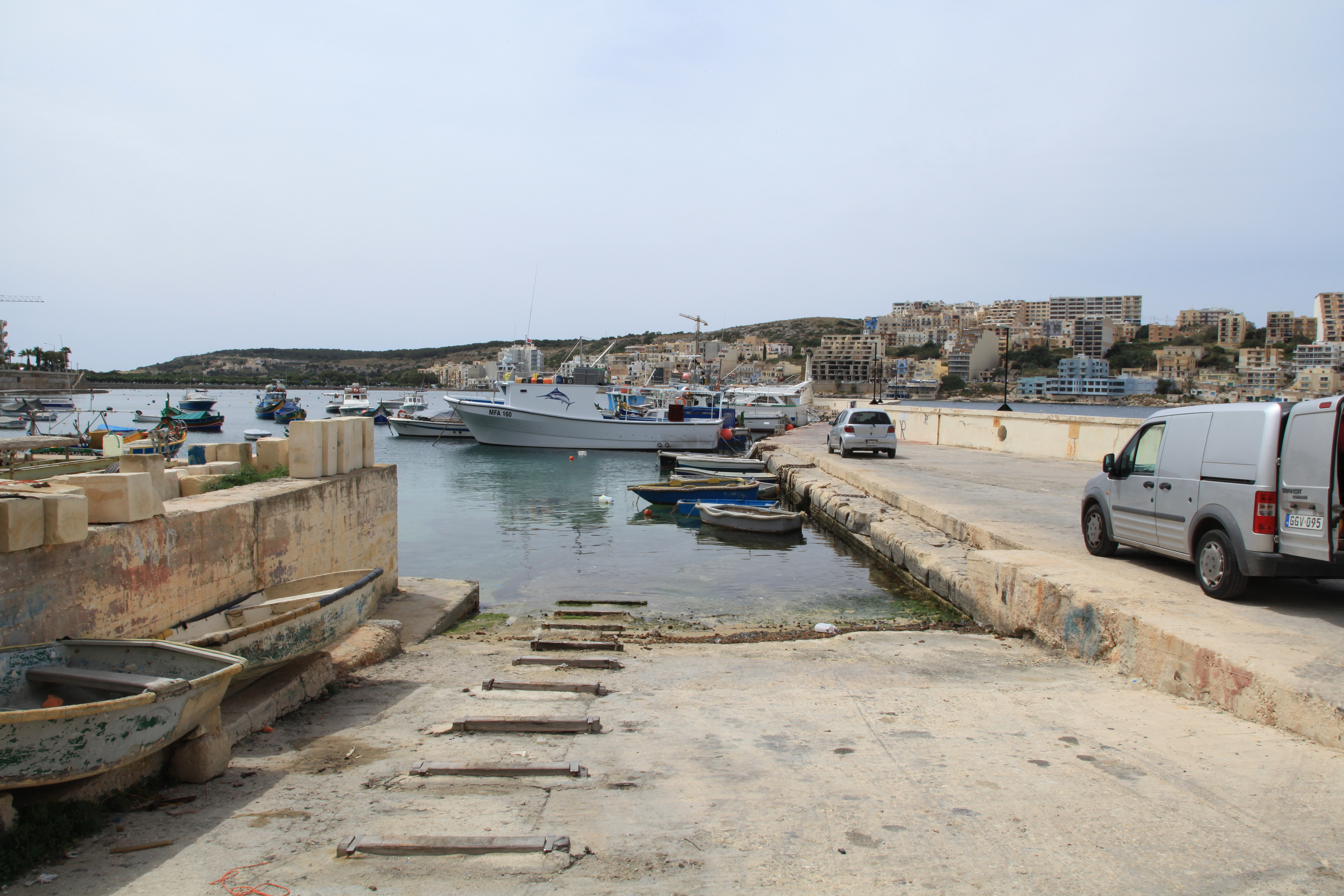
Squero a Triq San Pawl, Malta

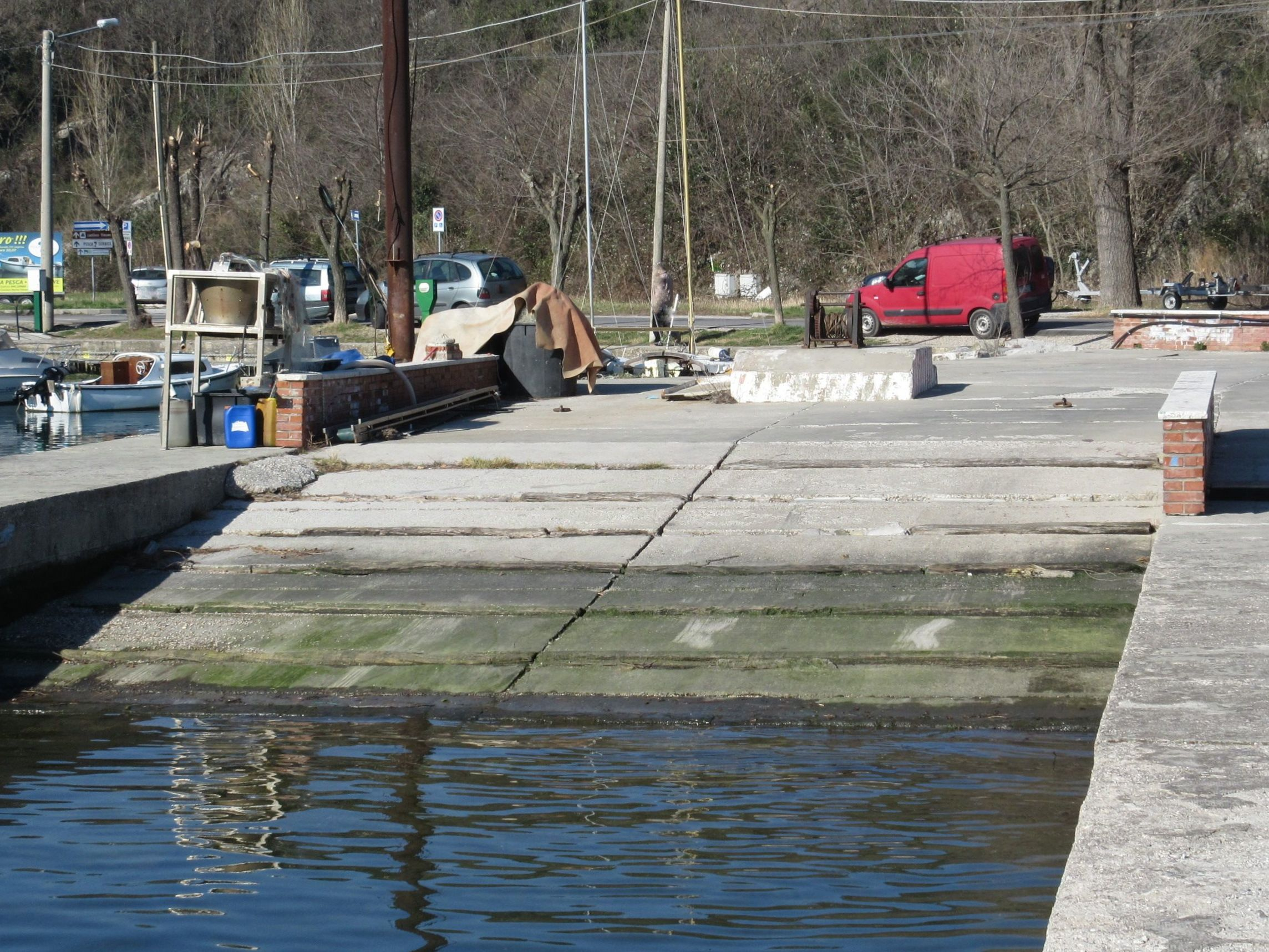
Qui si possono distinguere meglio le travature e l'argano in testa allo squero

Lo squero è un'infrastruttura nautica che permette di tirare in secca le piccole imbarcazioni per svolgere lavori di manutenzione, quali ad esempio la pulizia e la pitturazione della carena. È costituito da un ampio piano inclinato, solitamente lastricato in pietra o in cemento, digradante verso il mare o altro specchio acqueo. L'ampiezza è dovuta al fatto che deve poter ospitare più imbarcazioni contemporaneamente.
Nello squero spesso sono inserite trasversalmente delle travi di legno, sporgenti rispetto alla superficie del piano inclinato, in modo  che la chiglia della barca possa scorrere facilmente su una superficie non abrasiva durante la fase di alaggio, evitando così di dover far uso di rulli. In testa allo squero si trova solitamente un argano ad azione manuale, che permette di tirare l'imbarcazione sullo squero.
Per estensione viene chiamato squero anche il piccolo cantiere navale ove si riparano o costruiscono piccole imbarcazioni, come ad esempio lo squero veneziano.
L'importanza dello squero è andata scemando nel tempo, in quanto ora l'operazione di messa in secca delle piccole imbarcazioni viene svolta da apposite gru semoventi, che imbragano l'imbarcazione con opportune fasce e la sollevano depositandola poi direttamente in banchina su apposite selle.
Diverso dallo squero è lo scivolo, un semplice piano inclinato di dimensioni più piccole rispetto allo squero, e senza travature, che serve unicamente per calare in acqua le imbarcazioni trasportate su carrello.
Lo scalo è invece il grande piano inclinato su cui vengono costruite nei cantieri navali le navi di grandi dimensioni, che poi vengono varate tramite scivolamento su apposite slitte poste tra la carena della nave e lo scalo.